# خورخه الونسو
خورخه الونسو (انگلیسی: Jorge Alonso؛ زادهٔ ۵ ژانویهٔ ۱۹۸۵) بازیکن فوتبال اهل اسپانیا است.
از باشگاه‌هایی که در آن بازی کرده‌است می‌توان به باشگاه فوتبال هرکولس، باشگاه فوتبال بنی سخنین، باشگاه فوتبال راسینگ سانتاندر، باشگاه فوتبال رئال وایادولید، و باشگاه فوتبال لگانس اشاره کرد.